# 민족중흥의 길
《민족중흥의 길》(民族中興의 길)은 대한민국 대통령 박정희가 1978년 지은 저서이다.

## 목차
- 서언 민족사의 분수령에 서서

- 제1장 우리 것에서의 출발
  - 자주의 맥박
  - 조화의 정신
  - 창조의 슬기

- 제2장 10월유신과 정치발전
  - 모방정치를 넘어
  - 본받아야 할 것은 제도 자체가 아니다
  - 생산하는 정치
  - 민주사회의 윤리
  - 합리주의의 맹점과 우리의 협동정신

- 제3장 새마을운동과 국가건설
  - 가난의 멍에를 벗고
  - 재해 앞에 손 놓고 있었던 우리 농업
  - 근면, 자조, 협동의 생활
  - 노동은 창의를 실현하는 과정이다
  - 새마을은 민주주의를 배우는 학교다
  - 참여와 실천

- 제4장 고도산업사회에의 도전
  - 경제발전의 동력
  - 일자리와 고용이 진짜 복지다
  - 안정 속의 성장과 복지
  - 새마을은 농촌에만 있지 않다
  - 인정 있는 사회
  - 부유한 고독을 즐기지 않으려면

- 제5장 민족의 세계적 전개
  - 평화에서 통일로
  - 국제질서의 안정과 변화
  - 능동적 기여의 시대

- 결언 민족중흥의 길